# Operación Triunfo 2008
Operación Triunfo 2008 fue la sexta edición del programa de televisión Operación Triunfo en España y la tercera edición emitida en Telecinco producida entre el 8 de abril de 2008 al 22 de julio de 2008. Jesús Vázquez seguía como presentador del programa por tercer año consecutivo. Le acompañaban en el jurado caras familiares como las de Javier Llano, Noemí Galera y Risto Mejide, así como una nueva cara, la de Coco Comin (sustituta de Greta en esta edición). En la academia, Ángel Llàcer fue el nuevo director (en sustitución de Kike Santander). Los profesores eran Miguel Manzo, Leslie Feliciano, Amelia Bernet, Morgan Malvoso, Manu Guix, Myriam Benedicted, Joan Carles Capdevila, María Palacín, Jessica Expósito y Néstor Serra. Edith Salazar, al igual que Kike Santander, dice adiós al programa.
Al concurso se presentaron, en la modalidad presencial, un total de casi 12.000 personas (11.890), y 880 a través de internet, de las cuales se seleccionaron 18 para participar en la gala inicial, de los cuales solo 16 fueron seleccionados; posteriormente se añadió a un concursante reserva.
La protagonista de la edición y también ganadora fue Virginia Maestro. La linarense conquistó a la gran mayoría de la audiencia, que llegó a salvarla de la expulsión hasta con un 75% de los votos. Varias de las versiones que Virginia realizó en el programa llegaron a ser número 1 de descargas en iTunes. No obstante, Virginia no contó con el apoyo de los compañeros, ni del jurado, excepto de Risto Mejide, con quien realizó una vez acabado el programa el proyecto musical Labuat. Virginia se proclamó vencedora el 22 de julio con un 55% de los votos de la audiencia, consiguiendo así un contrato discográfico con Sony, que finalizó de mutuo acuerdo en 2014, habiendo publicado 3 discos de la cantante.
Por otro lado, el conjunto de concursantes lanzó el álbum Agua, que recogía los grandes éxitos de las versiones de los concursantes durante el programa más varios temas en el que participaban todos ellos. El álbum y otros temas fueron presentados en una gran gira por toda España.

## Castings

### Lugares
En la sexta edición del programa las audiciones fueron realizadas de manera presencial en las siguientes ciudades:
- Barcelona: CCIB (Centro de Convenciones Internacional de Barcelona) - 18 de febrero de 2008
- San Sebastián: Centro Kursaal - 21 de febrero de 2008
- Murcia: Centro de Congresos Víctor Villegas - 23 de febrero de 2008
- Sevilla: Hotel NH Central Convenciones - 25 de febrero de 2008
- Palma de Mallorca: Palau de Congressos - 28 de febrero de 2008
- Valencia: Palacio de Congresos - 3 de marzo de 2008
- Málaga: Palacio de Ferias y Congresos - 6 de marzo de 2008
- Las Palmas de Gran Canaria: Auditorio Alfredo Kraus - 12 de marzo de 2008
- Madrid: Institución Ferial de Madrid - 15 de marzo de 2008

También se realizaron en internet a través de la página web

## Equipo

### Presentador
El conductor de las galas de los martes sigue siendo Jesús Vázquez, que ocupa el cargo desde 2005 (cuarta edición).

### Jurado de las galas
- Risto Mejide, creativo publicitario, director y mánager publicitario, escritor, tertuliano radiofónico y columnista.
- Noemí Galera, directora de casting de Gestmusic Endemol y subdirectora de programas de entretenimiento de Endemol-España.
- Javier Llano, director de Cadena 100, consejero y director músico-cultural de la cadena COPE.
- Coco Comin, coreógrafa y directora de la Escola de Dansa i Comèdia Musical Coco Comin y productora musical.

### Equipo docente de la academia
- Àngel Llàcer, director de la Academia, profesor de interpretación y presentador del chat.
- Manu Guix, director vocal y responsable de los arreglos vocales de las canciones.
- Miguel Manzo, profesor de técnica vocal.
- Myriam Benedited, coreógrafa de las galas.
- María Palacín, psicóloga y pedagoga.
- Amelia Bernet, entrenador vocal y arreglo de canciones.
- Joan Carles Capdevila, entrenador vocal y pianista.
- Leslie Feliciano, presencia escénica.
- Jéssica Expósito, monitora de Batuka.
- Néstor Serra, profesor de fitness y educación física.
- Morgan Malboso, profesora de inglés.
- Bárbara de Senillosa, profesora de protocolo.

## Concursantes
| N.º                                | Concursante               | Edad | Residente                 | Información    |
| 01                                 | Virginia Maestro          | 25   | Mairena del Aljarafe      | Ganadora       |
| 02                                 | Pablo López               | 24   | Fuengirola                | Segundo        |
| 03                                 | Stanley Cooke "Chipper"   | 34   | Barcelona                 | Tercero        |
| 04                                 | Manu Castellano           | 17   | Villa del Río             | Cuarto         |
| 05                                 | Sandra Criado             | 24   | Córdoba                   | Quinta         |
| 06                                 | Mimi Segura               | 26   | Melilla                   | Sexta          |
| 07                                 | Iván Santos               | 24   | Villanueva y Geltrú       | 10° expulsado  |
| 08                                 | Noelia Cano               | 23   | Mislata                   | 9.ª expulsada  |
| 09                                 | Anabel Dueñas             | 22   | Córdoba                   | 8.ª expulsada  |
| 10                                 | Tania Sánchez             | 18   | Sevilla                   | 7.ª expulsada  |
| 11                                 | José María Requena "Reke" | 22   | Cartagena                 | 6° expulsado   |
| 12                                 | Esther Aranda             | 20   | Málaga                    | 5.ª expulsada  |
| 13                                 | Tania Gómez               | 25   | Santa Coloma de Gramanet  | 4.ª expulsada  |
| 14                                 | Rubén Noel                | 21   | San Baudilio de Llobregat | 3.er expulsado |
| 15                                 | Paula Ortiz               | 23   | Sevilla                   | 2.ª expulsada  |
| 16                                 | David Ros                 | 16   | Badalona                  | 1.er expulsado |
| 17                                 | Patty García              | 24   | Santander                 | Abandono       |
| Aspirantes eliminados en la gala 0 |                           |      |                           |                |
| 18                                 | Jorge Guerra              | 23   | Valencia                  | Eliminado      |
| 19                                 | Juanjo Matas              | 28   | Murcia                    | Eliminado      |

## Estadísticas semanales
| Virginia | Entra     | Salvada  | Salvada   | Nominadaº | Favorita  | Nominadaº | Nominada  | Nominada  | Salvada   | Favorita  | Nota: 6.6  | Finalista | Salvada      | Salvada      | Salvada      | Ganadora      |  |  |  |
| Pablo    | Entra     | Salvado  | Salvado   | Salvado   | Salvado   | Salvado   | Salvado   | Salvado   | Salvado   | Nominadoº | Nota: 6.75 | Finalista | Salvado      | Salvado      | Duelo        | 2.ºFinalista  |  |  |  |
| Chipper  | Entra     | Salvado  | Salvado   | Salvado   | Salvado   | Salvado   | Favorito  | Salvado   | Favorito  | Salvado   | Nota: 8.5  | Finalista | Salvado      | Salvado      | Salvado      | 3.erFinalista |  |  |  |
| Manu     | Entra     | Salvado  | Favorito  | Favorito  | Salvado   | Favorito  | Salvado   | Favorito  | Salvado   | Nominadoº | Nota: 7.5  | Finalista | Salvado      | Duelo        | 4.ºFinalista |               |  |  |  |
| Sandra   | Entra     | Salvada  | Salvada   | Salvada   | Salvada   | Salvada   | Salvada   | Salvada   | Nominada  | Salvada   | Nota: 6.5  | Finalista | Duelo        | 5.ªFinalista |              |               |  |  |  |
| Mimi     | Entra     | Salvada  | Salvada   | Salvada   | Salvada   | Nominada  | Salvada   | Salvada   | Salvada   | Nominada  | Nota: 5.4  | Finalista | 6.ªFinalista |              |              |               |  |  |  |
| Iván     | Entra     | Salvado  | Nominado  | Salvado   | Salvado   | Salvado   | Nominadoº | Salvado   | Nominadoº | Salvado   | Nota: 5.6  | Expulsado |              |              |              |               |  |  |  |
| Noelia   | Entra     | Salvada  | Salvada   | Salvada   | Salvada   | Salvada   | Nominada  | Nominada  | Nominada  | Nominada  | Expulsada  |           |              |              |              |               |  |  |  |
| Anabel   | Entra     | Salvada  | Salvada   | Salvada   | Nominada  | Salvada   | Salvada   | Nominada  | Nominadaº | Expulsada |            |           |              |              |              |               |  |  |  |
| Tania S  | Entra     | Salvada  | Nominada  | Salvada   | Nominada  | Nominada  | Salvada   | Nominadaº | Expulsada |           |            |           |              |              |              |               |  |  |  |
| Reke     | Entra     | Nominado | Salvado   | Salvado   | Salvado   | Salvado   | Nominado  | Expulsado |           |           |            |           |              |              |              |               |  |  |  |
| Esther   | Entra     | Nominada | Nominada  | Nominada  | Nominada  | Nominadaº | Expulsada |           |           |           |            |           |              |              |              |               |  |  |  |
| Tania G  | Entra     | Nominada | Salvada   | Nominada  | Nominadaº | Expulsada |           |           |           |           |            |           |              |              |              |               |  |  |  |
| Rubén    | Entra     | Favorito | Salvado   | Nominadoº | Expulsado |           |           |           |           |           |            |           |              |              |              |               |  |  |  |
| Paula    |           | Entra    | Nominada  | Expulsada |           |           |           |           |           |           |            |           |              |              |              |               |  |  |  |
| Ros      | Entra     | Nominado | Expulsado |           |           |           |           |           |           |           |            |           |              |              |              |               |  |  |  |
| Patty    | Entra     | Abandono |           |           |           |           |           |           |           |           |            |           |              |              |              |               |  |  |  |
| Juanjo   | Eliminado |          |           |           |           |           |           |           |           |           |            |           |              |              |              |               |  |  |  |
| Jorge    | Eliminado |          |           |           |           |           |           |           |           |           |            |           |              |              |              |               |  |  |  |

     El concursante no estaba en la Academia
     El concursante entra en la Academia por decisión del jurado
     El concursante entra en la Academia por decisión de los profesores
     El concursante entra en la Academia por decisión de los compañeros
     El concursante entra en la Academia vía televoto
     Aspirante eliminado de la Gala 0 vía televoto
     Entra como reserva
     Abandona
     Eliminado de la semana vía televoto
     Nominado de la semana
     Propuesto por el jurado para abandonar la academia pero salvado por los profesores
     Propuesto por el jurado para abandonar la academia pero salvado por los compañeros
     Favorito de la semana vía televoto
     Candidato a favorito de semana vía televoto
     Ganador el duelo
     Perdedor del duelo y eliminado
     3.ºFinalista
     2.ºFinalista
     Ganador
º Candidato/a a favorito y nominado en la misma semana.
| A la eliminación                          | Gala 0                          | Gala 1                  | Gala 2                    | Gala 3                        | Gala 4                        | Gala 5                       | Gala 6                    | Gala 7                         | Gala 8                    | Gala 9                 | Gala 10                   | Gala 11      | Gala 12     | Gala 13     | Gala 14    |               |              |
| A la eliminación                          | Jorge Juanjo Mimi Rubén Tanis S | Esther Reke Rod Tania G | Esther Iván Paula Tania S | Esther Rubén Tania G Virginia | Anabel Esther Tania G Tania S | Esther Mimi Tanis S Virginia | Iván Noelia Reke Virginia | Anabel Noelia Tania S Virginia | Anabel Iván Noelia Sandra | Manu Mimi Noelia Pablo | Iván Mimi Sandra Virginia | Ninguno      | Mimi Sandra | Manu Sandra | Manu Pablo | Ganadora      | Virginia 55% |
| Salvado por los profesores de la Academia | Mimi                            | Tania G                 | Iván                      | Virginia                      | Anabel                        | Mimi                         | Iván                      | Noelia                         | Sandra                    | Pablo                  | Sandra                    | Ninguno      | Ninguno     | Ninguno     | Ninguno    | Ganadora      | Virginia 55% |
| Salvado por los participantes             | Tania S 6 de 14 votos           | Esther 6 de 13 votos    | Tania S 6 de 12 votos     | Tania G 7 de 11 votos         | Esther 5 de 10 votos          | Tania S 7 de 9 votos         | Noelia 6 de 8 votos       | Anabel 6 de 7 votos            | Noelia 2* de 6 votos      | Mimi 3 de 5 votos      | Mimi 2 de 4 votos         | Ninguno      | Ninguno     | Ninguno     | Ninguno    | Ganadora      | Virginia 55% |
| Salvado/s por el voto del público         | Rubén 64%                       | Ninguno                 | Reke 54%                  | Esther 53%                    | Esther 53%                    | Tania S 53%                  | Virginia 75%              | Virginia 57%                   | Virginia 61%              | Iván 58%               | Manu 68%                  | Virginia 56% | Sandra 56%  | Manu 68%    | Pablo 56%  | 2.ª Finalista | Pablo 45%    |
| Eliminado                                 | Jorge 29%                       | Ninguno                 | Ros 46%                   | Paula 47%                     | Rubén. 47%                    | Tania G 47%                  | Esther 25%                | Reke 43%                       | Tania S 39%               | Anabel 42%             | Noelia 32%                | Iván 44%     | Mimi 44%    | Sandra 32%  | Manu 44%   | 2.ª Finalista | Pablo 45%    |
| Eliminado                                 | Juanjo 7%                       | Ninguno                 | Ros 46%                   | Paula 47%                     | Rubén. 47%                    | Tania G 47%                  | Esther 25%                | Reke 43%                       | Tania S 39%               | Anabel 42%             | Noelia 32%                | Iván 44%     | Mimi 44%    | Sandra 32%  | Manu 44%   | 3.ª Finalista | Chipper 28%  |

#### Votaciones de los compañeros
|          | Gala 0   | Gala 1   | Gala 2    | Gala 3    | Gala 4    | Gala 5    | Gala 6    | Gala 7    | Gala 8    | Gala 9    | Gala 10   | Votos totales |
| -------- | -------- | -------- | --------- | --------- | --------- | --------- | --------- | --------- | --------- | --------- | --------- | ------------- |
| Virginia | Tania S  | Ros      | Tania S   | Tania G   | Tania G   | Nominada  | Nominada  | Nominada  | Anabel    | Manu      | Nominada  | 6             |
| Pablo    | Rubén    | Ros      | Esther    | Rubén     | Tania S   | Tania S   | Noelia    | Anabel    | Iván      | Mimi      | Iván      | 0*            |
| Chipper  | Juanjo   | Reke     | Paula     | Tania G   | Tania S   | Tania S   | Noelia    | Anabel    | Noelia    | Noelia    | Mimi      | 0*            |
| Manu     | Tania S  | Ros      | Tania S   | Tania G   | Tania S   | Virginia  | Virginia  | Virginia  | Noelia    | Nominado  | Virginia  | 1             |
| Sandra   | Tania S  | Esther   | Esther    | Esther    | Tania G   | Tania S   | Noelia    | Anabel    | Anabel    | Mimi      | Mimi      | 0*            |
| Mimi     | Tania S  | Esther   | Esther    | Esther    | Esther    | Tania S   | Noelia    | Anabel    | Iván      | Nominada  | Nominada  | 5             |
| Iván     | Rubén    | Esther   | Esther    | Tania G   | Esther    | Tania S   | Noelia    | Anabel    | Nominado  | Mimi      | Nominado  | 3             |
| Noelia   | Rubén    | Esther   | Tania S   | Tania G   | Esther    | Tania S   | Nominada  | Anabel    | Nominada  | Nominada  | Expulsada | 9             |
| Anabel   | Rubén    | Esther   | Tania S   | Tania G   | Esther    | Tania S   | Noelia    | Nominada  | Nominada  | Expulsada |           | 8             |
| Tania S  | Nominada | Reke     | Nominada  | Tania G   | Nominada  | Nominada  | Virginia  | Nominada  | Expulsada |           |           | 22            |
| Reke     | Juanjo   | Nominado | Tania S   | Rubén     | Esther    | Virginia  | Nominado  | Expulsado |           |           |           | 3             |
| Esther   | Rubén    | Nominada | Nominada  | Nominada  | Nominada  | Nominada  | Expulsada |           |           |           |           | 18            |
| Tania G  | Tania S  | Reke     | Tania S   | Nominada  | Nominada  | Expulsada |           |           |           |           |           | 9             |
| Rubén    | Nominado | Esther   | Esther    | Nominado  | Expulsado |           |           |           |           |           |           | 7             |
| Paula    |          |          | Nominada  | Expulsada |           |           |           |           |           |           |           | 1             |
| Ros      | Juanjo   | Nominado | Expulsado |           |           |           |           |           |           |           |           | 3             |
| Patty    | Tania S  | Abandono |           |           |           |           |           |           |           |           |           | 0*            |

* El concursante tiene 0 votos porque nunca estuvo expuesto a la votación de los compañeros.
     Concursante favorito y que, en caso de empate, su voto desempata.
     Concursante nominado y salvado por el jurado
     Concursante nominado y salvado por los profesores.
     Concursante nominado y salvado por los votos de los compañeros.
     Concursante nominado
     Concursante expulsado.
     Abandono

#### Puntuaciones del jurado (Gala 10)
| Concursante (por orden alfabético) | Jurado       | Jurado     | Jurado       | Jurado       | Jurado     |
| Concursante (por orden alfabético) | Javier Llano | Coco Comín | Risto Mejide | Noemí Galera | Media      |
| ---------------------------------- | ------------ | ---------- | ------------ | ------------ | ---------- |
| Chipper                            | 9            | 9,5        | 6            | 9,5          | 8,5 (34)   |
| Iván                               | 5            | 6,5        | 5            | 6            | 5,6 (22,5) |
| Manu                               | 8            | 7          | 6            | 9            | 7,5 (30)   |
| Mimi                               | 5,5          | 6          | 4            | 6            | 5,4 (21,5) |
| Pablo                              | 8            | 8          | 3            | 8            | 6,75 (27)  |
| Sandra                             | 6,5          | 7          | 4            | 8,5          | 6,5 (26)   |
| Virginia                           | 5            | 6          | 9            | 6,5          | 6,6 (26,5) |

## Galas

### Canciones cantadas
Las canciones cantadas en el concurso son versiones de los participantes de canciones originales de otros artistas.
| Español | 74 |
| Inglés  | 57 |
| Francés | 1  |

(*) No se toman en cuenta canciones cantadas dos veces. Si la canción original es en inglés, pero se cantó una versión en español, se toma como canción en español. En el caso de ser una canción en dos o más idiomas, se cuentan los dos o más idiomas.
| Artista original       | N.º de canciones cantadas* |
| ---------------------- | -------------------------- |
| Queen                  | 3                          |
| Nena Daconte           | 1                          |
| Tino Casal             | 1                          |
| Pastora Soler          | 2                          |
| Mecano                 | 2                          |
| Jennifer Lopez         | 2                          |
| The Temptations        | 2                          |
| Luz Casal              | 1                          |
| Ricky Martin           | 4                          |
| Natalie Cole           | 1                          |
| Merche                 | 1                          |
| Fito & Fitipaldis      | 1                          |
| Malú                   | 1                          |
| Rihanna                | 1                          |
| Mónica Naranjo         | 2                          |
| The Corrs              | 2                          |
| Sin Bandera            | 1                          |
| Mika                   | 1                          |
| La Quinta Estación     | 3                          |
| Melocos                | 1                          |
| Gnarls Barkley         | 1                          |
| Alejandro Fernández    | 1                          |
| Beyoncé                | 1                          |
| Christina Aguilera     | 1                          |
| Juanes                 | 1                          |
| Chambao                | 2                          |
| The Pretenders         | 1                          |
| Shakira                | 1                          |
| Whitney Houston        | 1                          |
| Oasis                  | 1                          |
| Laura Pausini          | 2                          |
| Daniel Powter          | 1                          |
| Bimba Bosé             | 1                          |
| Miguel Bosé            | 1                          |
| El sueño de Morfeo     | 1                          |
| Nek                    | 2                          |
| Albano                 | 1                          |
| Tina Charles           | 1                          |
| Frank Sinatra          | 2                          |
| Antonio Flores         | 1                          |
| Greta y los Garbo      | 1                          |
| The Pussycat Dolls     | 1                          |
| David DeMaría          | 2                          |
| Diana Navarro          | 1                          |
| Queco                  | 1                          |
| Martha & the Vandellas | 1                          |
| Nino Bravo             | 1                          |
| Il Divo                | 1                          |
| Alicia Keys            | 1                          |
| Céline Dion            | 3                          |
| Paul Anka              | 1                          |
| Petula Clark           | 1                          |
| Paulina Rubio          | 1                          |
| Robbie Williams        | 1                          |
| No Doubt               | 1                          |
| Leona Lewis            | 1                          |
| Cher                   | 1                          |
| Meat Loaf              | 1                          |
| Marc Anthony           | 1                          |
| Amaral                 | 1                          |
| Julieta Venegas        | 1                          |
| Dan Hartman            | 1                          |
| Bonnie Raitt           | 1                          |
| Robert Palmer          | 1                          |
| Ray Charles            | 1                          |
| Pereza                 | 1                          |
| Roxette                | 1                          |
| Nirvana                | 1                          |
| Buika                  | 1                          |
| Luis Miguel            | 1                          |
| Radiohead              | 1                          |
| Carly Simon            | 1                          |
| Diego Martín           | 1                          |
| Chico                  | 1                          |
| The Beatles            | 1                          |
| Eric Carmen            | 1                          |
| Anastacia              | 1                          |
| Vanesa Martín          | 2                          |
| Marta Quintero         | 1                          |
| Nina Simone            | 1                          |
| Nelly Furtado          | 1                          |
| Air Supply             | 1                          |
| La India               | 1                          |
| Michael Jackson        | 2                          |
| Luis Fonsi             | 1                          |
| Christina Valemi       | 1                          |
| Alejandro Sanz         | 2                          |
| Rocío Jurado           | 1                          |
| Benny Ibarra           | 1                          |
| Joan Manuel Serrat     | 1                          |
| Donna Summer           | 1                          |
| Sergio Dalma           | 1                          |
| Mike Oldfield          | 1                          |
| La Oreja de Van Gogh   | 1                          |
| Hot Chocolate          | 1                          |
| Barbra Streisand       | 1                          |
| Grégory Lemarchal      | 1                          |
| F.R. David             | 1                          |
| Pablo Abraira          | 1                          |
| Take That              | 1                          |
| Jeannette              | 1                          |
| Tina Turner            | 1                          |
| Cacho Castaña          | 1                          |
| The Cardigans          | 1                          |
| José Feliciano         | 1                          |
| Otis Redding           | 1                          |
| Ketama                 | 1                          |
| Rosana                 | 1                          |
| AC/DC                  | 1                          |
| Palito ortega          | 1                          |
| Jennifer Hudson        | 1                          |
| Rafael de León         | 1                          |
| Eros Ramazzotti        | 2                          |
| Sam Harris             | 1                          |
| Peggy Lee              | 1                          |
| Wild Cherry            | 1                          |
| Carlos Gardel          | 1                          |
| Tevin Campbell         | 1                          |

(*) No se toman en cuenta canciones cantadas dos veces. Si la canción original es en inglés, pero se cantó una versión en español u otra versión, se toma como propia del cantante original. En caso de ser colaboraciones entre dos o más artistas, se le cuenta a cada artista una canción.

## Audiencias
| Fecha               | Día    | Gala    | Expulsión, Abandono, Finalista o Ganador                              | Espectadores | Cuota |
| ------------------- | ------ | ------- | --------------------------------------------------------------------- | ------------ | ----- |
| 8 de abril de 2008  | Martes | Gala 0  | Entrada concursantes                                                  | 3.784.000    | 26,4% |
| 15 de abril de 2008 | Martes | Gala 1  | Abandono Patty / Nominaciones Ros y Reke / Entrada Paula              | 3.131.000    | 22,9% |
| 22 de abril de 2008 | Martes | Gala 2  | Expulsión Ros / Nominaciones Paula y Esther                           | 3.773.000    | 23,7% |
| 29 de abril de 2008 | Martes | Gala 3  | Expulsión Paula / Nominaciones Rubén y Esther                         | 3.582.000    | 22,6% |
| 6 de mayo de 2008   | Martes | Gala 4  | Expulsión Rubén / Nominaciones Tania G. y Tania S.                    | 3.794.000    | 25,9% |
| 13 de mayo de 2008  | Martes | Gala 5  | Expulsión Tania G. / Nominaciones Esther y Virginia                   | 3.863.000    | 25,7% |
| 20 de mayo de 2008  | Martes | Gala 6  | Expulsión Esther / Nominaciones Reke y Virginia                       | 3.922.000    | 25,9% |
| 27 de mayo de 2008  | Martes | Gala 7  | Expulsión Reke / Nominaciones Tania S. y Virginia                     | 4.074.000    | 26,5% |
| 3 de junio de 2008  | Martes | Gala 8  | Expulsión Tania S. / Nominaciones Anabel e Iván                       | 4.137.000    | 26,9% |
| 10 de junio de 2008 | Martes | Gala 9  | Expulsión Anabel / Nominaciones Noelia y Manu                         | 4.220.000    | 28,3% |
| 17 de junio de 2008 | Martes | Gala 10 | Expulsión Noelia / Primeros finalistas / Nominaciones Iván y Virginia | 4.061.000    | 29,1% |
| 24 de junio de 2008 | Martes | Gala 11 | Expulsión Iván / Virginia finalista                                   | 3.918.000    | 29,4% |
| 1 de julio de 2008  | Martes | Gala 12 | 6.º Finalista Mimi                                                    | 3.605.000    | 27,0% |
| 8 de julio de 2008  | Martes | Gala 13 | 5.º Finalista Sandra                                                  | 3.475.000    | 26,9% |
| 15 de julio de 2008 | Martes | Gala 14 | 4.º Finalista Manu                                                    | 3.753.000    | 29,4% |
| 22 de julio de 2008 | Martes | Gala 15 | 3.º Finalista Chipper, 2.º Finalista Pablo y ganadora Virginia        | 4.284.000    | 34,4% |

     Máximo de temporada en número de espectadores
     Mínimo de temporada en número de espectadores

## Artistas invitados
- Gala 0: Mónica Naranjo
- Gala 1: Duffy
- Gala 2: Lorena
- Gala 3: Lenny Kravitz y Craig David
- Gala 4: Rosario Flores
- Gala 5: Mónica Naranjo y Alejandro Fernández
- Gala 6: Sergio Dalma
- Gala 7: David Bustamante
- Gala 8: Carlos Baute
- Gala 9: Leona Lewis
- Gala 10: OneRepublic y Melocos con Natalia Jiménez (La Quinta Estación)
- Gala 11: Merche y Juanes
- Gala 12: Luis Fonsi y Gerónimo Rauch, protagonista de Jesucristo Superstar
- Gala 13: David Bisbal y Rihanna
- Gala 14: Soraya Arnelas, Kate Ryan y Daniel Diges y Macarena García, protagonistas de High School Musical
- Gala 15: Mónica Naranjo y La Quinta Estación

## GiraOT 2008
Durante la sexta gala del programa, se anunció que la gira comenzaría en el verano de 2008. Desde un principio se confirmaron 2 fechas: el 12 de julio en Barcelona (Palau Sant Jordi) y el 19 de julio en Madrid (Palacio de Deportes). Más tarde, en la gala en la que presentaron el tema grupal Agua, se anunció un tercer concierto, el 29 de junio en la Expo de Zaragoza, y en galas posteriores fueron confirmándose más fechas.
El único concierto gratuito se celebró el 7 de agosto en la playa de la Victoria (Cádiz). En este concierto participó como artista invitada Soraya Arnelas, segunda clasificada de la cuarta edición del programa.
En dicha gira participaron:
| Concursantes |
| ------------ |
| Anabel       |
| Noelia       |
| Iván         |
| Mimi         |
| Manu         |
| Chipper      |
| Pablo        |
| Virginia     |

Reke y Tania S asistieron a los conciertos de Zaragoza, Barcelona y Madrid. Al resto de conciertos solo asistieron a los celebrados en sus respectivas ciudades.
A partir del concierto de Ceuta Sandra dejó la gira para ensayar su papel de María Magdalena en el musical "Jesucristo Superstar", su lugar fue ocupado por Noelia.
En el concierto de Fuengirola, Esther subió al escenario para cantar con los demás exconcursantes el tema "Corazón contento".
| Fecha      | Ciudad                          | Lugar                           | Punto de venta de entradas | Invitados      | Asistencia      |
| ---------- | ------------------------------- | ------------------------------- | -------------------------- | -------------- | --------------- |
| 29/06/2008 | Zaragoza                        | Expo 2008                       | TickTackTickets            | -              | 13.500 personas |
| 12/07/2008 | Barcelona                       | Palau Sant Jordi                | TickTackTickets            | -              | 20.000 personas |
| 19/07/2008 | Madrid                          | Palacio de Deportes             | TickTackTickets            | -              | 19.000 personas |
| 26/07/2008 | Valencia                        | Plaza de toros                  | TickTackTickets            |                | 28.800 personas |
| 02/08/2008 | Fuente Álamo de Murcia (Murcia) | Polid. Mun.Cuatro Vientos       | TickTackTickets            | Reke           | -               |
| 06/08/2008 | Fuengirola (Málaga)             | Los Boliches                    | El Corte Inglés            | Esther Aranda  | -               |
| 07/08/2008 | Cádiz                           | Playa de la Victoria            | Entrada gratuita           | Soraya Arnelas | 80.000 personas |
| 09/08/2008 | Melilla                         | Auditorium Carvajal             | TickTackTickets            | -              | -               |
| 20/08/2008 | Ceuta                           | Plaza de Armas                  | TickTackTickets            | -              | -               |
| 29/08/2008 | Benidorm                        | Auditorio Julio Iglesias        | TickTackTickets            | -              | 5.000 personas  |
| 05/09/2008 | Valladolid                      | Plaza Mayor                     | Entrada gratuita           | -              | -               |
| 06/09/2008 | Puenteceso (La Coruña)          | Parque de Puenteceso            | TickTackTickets            | -              | -               |
| 10/09/2008 | Palma                           | Palma Arena                     | Servicaixa (La Caixa)      | -              | 3.000 personas  |
| 12/09/2008 | Córdoba                         | Inst. dep. Municipales Fontanar | TickTackTickets            | -              | 15.000 personas |
| 13/09/2008 | Mairena del Aljarafe (Sevilla)  | Complejo Hípico                 | TickTackTickets            | Tania S        | -               |
| 19/09/2008 | Orihuela                        | Recinto Ferial                  | Entrada gratuita           | -              | -               |
| 04/10/2008 | Moralzarzal (Madrid)            | Plaza de Toros                  | TickTackTickets            | Antonio Orozco | -               |

## Discos
Virginia, como ganadora de OT 2008, se ha ganado una carrera discógrafica. El primer disco todo canciones originales es del proyecto Labuat, formado por Virginia Maestro, Risto Mejide y los Pinker Tones, y salió a la venta el 24 de febrero de 2009, a partir del día 2 de febrero se puso a la venta su primer sencillo. El disco debutó en el puesto #2 de la Lista de álbumes más vendidos en España. Virginia tuvo su primer concierto el 26 de marzo en la sala Penélope de Madrid.
Patty García formó grupo junto a Ivan Gardesa, (Calle Sur). Grabaron un EP de versiones, donde se podía escuchar el tema que ella canto en Operación Triunfo junto a Pablo López (Cuando me vaya). Actuaron en varios puntos de la península, y en ese mismo año el grupo se disolvió.
Esther Aranda confirmó el 3 de septiembre que estaba preparando su primer disco que ya está a la venta, llamado Sigo Aquí y su primer sencillo es "Amor en stereo".
Mimi presentó su candidatura junto a Marta Mansilla y Diana Tobar para representar a España en Eurovisión, quedando en 4.ª posición.
Meses después lanzaron su primer disco como las 'Venus' vendiendo un importante número de discos. Además de colaborar en el programa de TVE Los Mejores Años de Nuestra Vida
El primero en tener un disco en el mercado fue Chipper, el 28 de octubre de 2008 se puso a la venta en las tiendas y se llama "Funkytown", formado por canciones no originales, y consiguió llegar al puesto #61 en la Lista de álbumes más vendidos en España.
El disco de Pablo verá la luz a principios del año 2009.
Sandra criado acaba de sacar su sencillo I Gotta move para decidir si sacara disco.
Noelia y Anabel se presentaron al festival de Eurovision, ambas se clasificaron en el voto en internet pasando a las semifinales emitidas por TVE.
Noelia con su primer sencillo, Cruza Los Dedos, se clasificó en la primera semifinal (quedando 3.ª), fue una de las 12 clasificadas para la gran final. Noelia quedó 11.ª.
Anabel Dueñas y Santa Fe con la canción "Samba House" quedaron 1.ºs en la tercera semifinal y por lo tanto se clasificaron para la gran final. Los Santa Fe quedaron en 3.ª posición por detrás de Melody (2.ª) y Soraya Arnelas (Ganadora).
Tuvieron como competencia a otros triunfitos como Soraya Arnelas, Jorge González y Sandra Polop con su grupo El Secreto de Álex.

## Gira Cadena 100
Manu hizo una gira en solitario por las siguientes ciudades:
1 de noviembre: Concierto Orense: Teatro Principal (20:30)
5 de noviembre: Concierto Lérida: Auditorio Enric Granados (21:00)
7 de noviembre: Concierto Murcia: Centro de Arte Dramático (21:30)
12 de noviembre: Concierto Albacete: Teatro Circo (21:30)
15 de noviembre: Concierto Granada: Teatro José Tamayo (20:00)
19 de noviembre: Concierto Málaga: Teatro Cervantes (20:00)
21 de noviembre: Concierto Valladolid: Auditorio de la Feria de Muestras (20:30)
22 de noviembre: Concierto Santiago de Compostela: Sala Capitol (22:00)
24 de noviembre: Concierto Barcelona: Teatro Poliorama (20:00)
27 de noviembre: Concierto Pamplona: Auditorio Barañáin (22:00)
28 de noviembre: Concierto Zaragoza: Sala Oasis (22:00)
3 de diciembre: Concierto Las Palmas: Auditorio Alfredo Kraus
12 de diciembre: Concierto Figueras: Teatro El Jardí (21:00)
13 de diciembre: Concierto Salou: Teatro Auditorio Salou (21:00)
20 de diciembre: Concierto Benicasim: Teatro Municipal (23:00)